# Bisdom Sultanpet
Het bisdom Sultanpet (Latijn: Dioecesis Sultanpetensis) is een rooms-katholiek bisdom met als zetel Sultanpet, in India. Het bisdom is suffragaan aan het aartsbisdom Verapoly. 

## Geschiedenis
Het bisdom werd opgericht op 28 december 2013, uit delen van de bisdommen Calicut en Coimbatore. 

## Parochies
Het bisdom had in 2020 een oppervlakte van 4.482 km2 en telde 2.935.089 inwoners waarvan 1,2% rooms-katholiek was.

## Bisschoppen
- Peter Abir Antonysamy (28 december 2013 - heden)

## Galerij van afbeeldingen

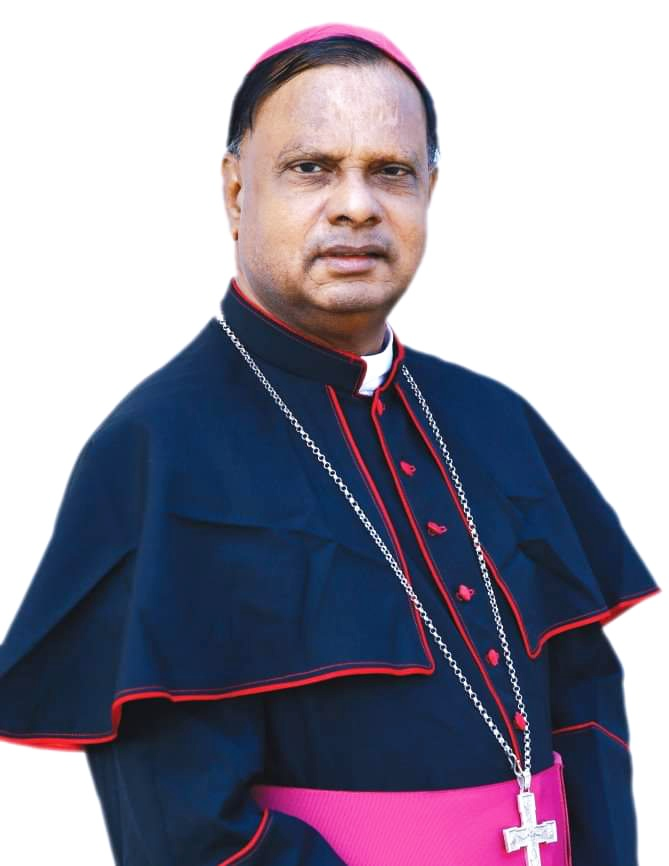
Bisschop Peter Abir Antonysamy (2013-heden)

Verapoly (aartsbisdom) · Calicut · Cochin · Kannur · Kottapuram · Sultanpet · Vijayapuram